# Orientální ústav v Sarajevu

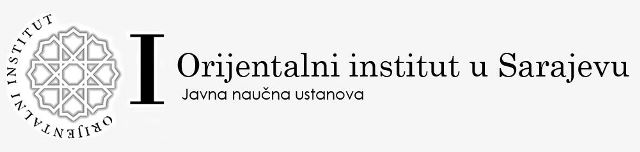
Logo Orientálního ústavu v Sarajevu

Orientální ústav v Sarajevu (srbochorvatsky/bosensky Orijentalni institut u Sarajevu) je přední vědecké pracoviště v Bosně a Hercegovině, které se zabývá studiem blízkovýchodních jazyků a dějin, kultury a jazyka Bosny a Hercegoviny za osmanské vlády.

## Dějiny
Orientální ústav v Sarajevu byl zřízen 20. května 1950 rozhodnutím Vlády Lidové republiky Bosny a Hercegoviny (Úřední list LR BaH č. 20/50). Zprvu působil v rámci Zemského muzea v Sarajevu. Jeho postavení dále upravovalo Nařízení o Orientálním ústavu v Sarajevu (Úřední list LR BaH č. 17/59).
Posléze bosenskohercegovský parlament 9. a 27. června 1967 schválil zvláštní zákon o Orientálním ústavu (Úřední list SR BaH č. 23, později nahrazen novým zákonem a novelou, Úřední list SR BaH č. 20/77 a 40/85), na jehož základě se zřizovatelem pracoviště stala Bosna a Hercegovina. Součástí institutu byl tehdy i bohatý archiv a odborná knihovna.
Během války v Bosně a Hercegovině ústav utrpěl četné škody. Při srbském odstřelování Sarajeva 17. května 1992 bylo zasaženo jeho sídlo a v nastalém požáru shořelo 5263 manuskriptů, 7156 dokumentů z 16.–19. století, 116 sidžilů (kádíjských soudních knih), na 200 000 dokumentů z Vilájetského archivu a sbírka odborných knih. Po skončení konfliktu péči nad ním převzala Federace Bosny a Hercegoviny a nakonec od roku 1999 Kanton Sarajevo. Od roku 1995 je institut součástí Univerzity v Sarajevu.
Do požáru institut sídlil v prostorné budově v ulici Veljka Čubrilovića (dnes Đoke Mazalića), nově působí v ulici Zmaja od Bosne 8b.
Ústav vydává časopis Prilozi za orijentalnu filologiju (Příspěvky k orientální filologii, 1950-).

## Ředitelé
- 1950–1965 Branislav Đurđev (1908–1993)
- 1965–1969 Nedim Filipović (1915–1984)
- 1969–1974 Avdo Sućeska (1927–2001)
- 1974–1982 Sulejman Grozdanić (1933–1996)
- 1982–1984 Muhamed A. Mujić (1920–1984)
- 1984–1985 pověřen funkcí ředitele Ahmed S. Aličić (1934–2014)
- 1985–1989 Sulejman Grozdanić (1933–1996)
- 1989–1992 Ahmed S. Aličić (1934–2014)
- 1992–1994 pověřena funkcí ředitele Lejla Gazić (*1945)
- 1994–1998 Fehim Nametak (*1943)
- 1998–2013 Behija Zlatar (*1945)
- 2013–0000 Adnan Kadrić (*1969)